# EA 모바일
EA 모바일(EA Mobile)은 미국의 비디오 게임 회사인 일렉트로닉 아츠의 모바일 기업으로, 주로 모바일용 게임을 개발한다. 또한 모바일에서의 기타 엔터테이먼트 소프트웨어와 일부 플랫폼용 게임도 제작한다. 로스앤젤레스, 몬트리올, 런던, 도쿄, 하이데라바드, 호놀룰루, 부쿠레슈티와 상파울루에 사무실이 있다.

## 같이 보기
- 게임로프트